# Jan van der Meer (1965)
Jan van der Meer (Mill, 27 januari 1965) is een Nederlands politicus namens GroenLinks.

## Loopbaan
Van der Meer doorliep de havo in Grave. Hij deed propedeuse maatschappelijk werk aan de hogeschool in Arnhem en studeerde politicologie aan de Radboud Universiteit. Hij werkte als programmeur van politieke debatten bij het centrum O42 en als fractie-assistent voor Marten Bierman toen die voor De Groenen en een aantal provinciale partijen in de Eerste Kamer zat. Hij werkte als PR medewerker bij Das & Boom en was vervolgens projectleider bij Milieudefensie. Tussen 2001 en 2006 was hij hoofd voorlichting en communicatie bij het landelijk bureau van GroenLinks.
Sinds 1990 is Van der Meer politiek actief in Nijmegen. Tussen 1994 en 1998 was hij medewerker bij de Nijmeegse fractie van De Groenen. In 1998 werd hij raadslid voor die partij. Later dat jaar splitste de Nijmeegse afdeling van De Groenen zich af en ging verder als Stadspartij Leefbaar Nijmegen. In 2001 maakte hij de overstap naar GroenLinks. Daarvoor bleef hij tot 2006 lid van de gemeenteraad. In 2000 publiceerde hij een boek over zijn politieke en persoonlijke leven Dagboek van een roze-groen raadslid.
Hij was van 2006 tot 2014 al wethouder voor GroenLinks in Nijmegen. Van der Meer was verantwoordelijk voor ruimtelijke ontwikkeling Waalsprong, wonen, klimaat & energie en groen & water. Daarnaast was hij de eerste waarnemer bij afwezigheid van de burgemeester. Van 2018 tot 2019 was Van der Meer wethouder in Eindhoven. Van 2019 tot 2023 was hij gedeputeerde in de Provincie Gelderland.